# Dějiny Svaté Lucie

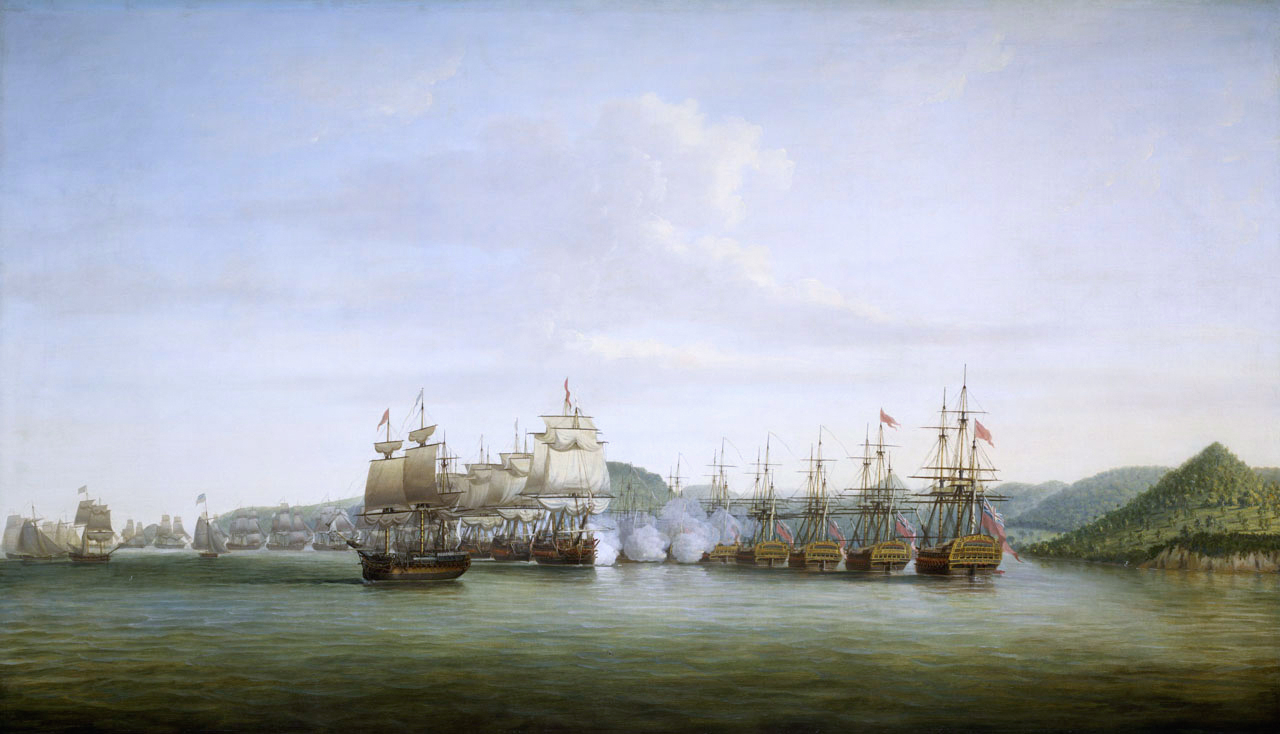
Obraz s výjevem z bitvy o Svatou Lucii jež se odehrála 15. prosince 1778

Dějiny Svaté Lucie začínají ještě před příchodem Evropanů, jež na ostrov poprvé dorazili na počátku 16. století. Před jejich příchodem byla Svatá Lucie osídlena Aravaky a Kariby. Ostrov byl kolonizován Brity a Francouzi v 17. století a až do roku 1814 byl místem několika mocenských změn. Nakonec jej Francie postoupila Britům. V roce 1958 se Svatá Lucie připojila k Západoindické federaci. Po jejím rozpadu byla Svatá Lucie v letech 1967 až 1979 přidruženým státem Spojeného království. Dne 22. února 1979 získala plnou nezávislost.

## Předkolumbovské období
Podle mínění některých vědců byla Svatá Lucie poprvé osídlena někdy v období mezi lety 1000 až 500 př. n. l. lidem Ciboney. O jejich osídlení ale není mnoho důkazů. Prvními potvrzenými obyvateli ostrova jsou Aravakové, kteří sem přišli ze severu Jižní Ameriky v období mezi rokem 200 až 400 n. l. Na ostrově byla objevena řada archeologických nalezišť s rozvinutou keramikou Aravaků. Existují důkazy, že tito první obyvatelé nazývali ostrov louanalao, což znamená země leguánů kvůli velkému počtu leguánů žijících na ostrově.
Agresivnější Karibové se na ostrově objevili okolo roku 800 n. l. a převzali kontrolu nad ostrovem zabitím aravakských mužů a asimilací jejich žen do své vlastní společnosti. Karibové nazývali ostrov Hewanarau, později Hewanorra, znamenající tam, kde žijí leguáni. Odtud je odvozen i název Mezinárodního letiště Hewanorra v okresu Vieux Fort. Karibové měli složitě uspořádanou společnost s dědičnými králi a praktikováním šamanismu. Jejich válečné kánoe mohly pojmout více než 100 mužů a přesto byly dostatečně rychlé, aby dostihly plachetnici. Evropané se jejich bojovníků obávali, pro jejich dravost v boji.

## 16. století
Kryštof Kolumbus si ostrova mohl všimnout během své čtvrté cesty do Ameriky v roce 1502, jelikož přistál na Martiniku, ale samotný ostrov ve svém deníku nezmiňuje. Ostrov na své mapě z roku 1500 vyznačil Juan de la Cosa a pojmenoval jej jako El Falcon a další ostrov ležící na jihu jako Las Agujas. Španělská Cedula z roku 1511 zmiňuje ostrov jako španělskou doménu a glóbus ve Vatikánu z roku 1520 znázorňuje ostrov jako Sancta Lucia. Na španělské mapě z roku 1529 je ostrov označen jako S. Luzia.

## 17. století
V roce 1605 anglické plavidlo jménem Oliphe Blossome bylo odvanuto z kurzu na své cestě na Guyanu a 67 kolonistů se usadilo na Svaté Lucii. Při jejich příchodu je zpočátku vřele přivítal náčelník Karibů Anthonie. Po opakovaných útocích náčelníka Karibů Augraumarta zůstávalo 26. září 1605 naživu pouze 19 z původních kolonistů. Přeživší se rozhodli ostrov opustit. V roce 1626 byla na rozkaz prvního ministra krále Ludvíka XIII. kardinála Richelieu vytvořena společnost Compagnie de Saint-Christophe. Společnost byla pověřena úkolem kolonizace Malých Antil. Následujícího roku byl Karlem I. vydán královský patent, který Jamesi Hayovi, 1. hraběti z Carlisle udílel práva na karibské ostrovy ležící mezi 10. a 20. rovnoběžkou severní šířky. To vytvořilo konkurenční nároky na tyto ostrovy. V roce 1635 byla Compagnie de Saint-Christophe reorganizována podle nového patentu na Compagnie de Îles de l'Amérique, jež převzala všechna práva předchozí společnosti a nadále měla i právo ke kolonizaci sousedních neobsazených ostrovů.
V roce 1642 Ludvík XIII. prodloužil platnost listiny společnosti Compagnie de Îles de l'Amérique na dvacet let. Následujícího roku si Jacques Dyel du Parquet, který zastával funkci guvernéra Martiniku, všiml, že Britové opustili Svatou Lucii a začal spřádat plány na francouzské osídlení ostrova. V červnu 1650 vyslal Louise de Kerengoan a dalších čtyřicet Francouzů, aby v ústí řeky Carenage založili francouzskou osadu. Tato osada ležela poblíž dnešního hlavního města Castries.

## 18. století

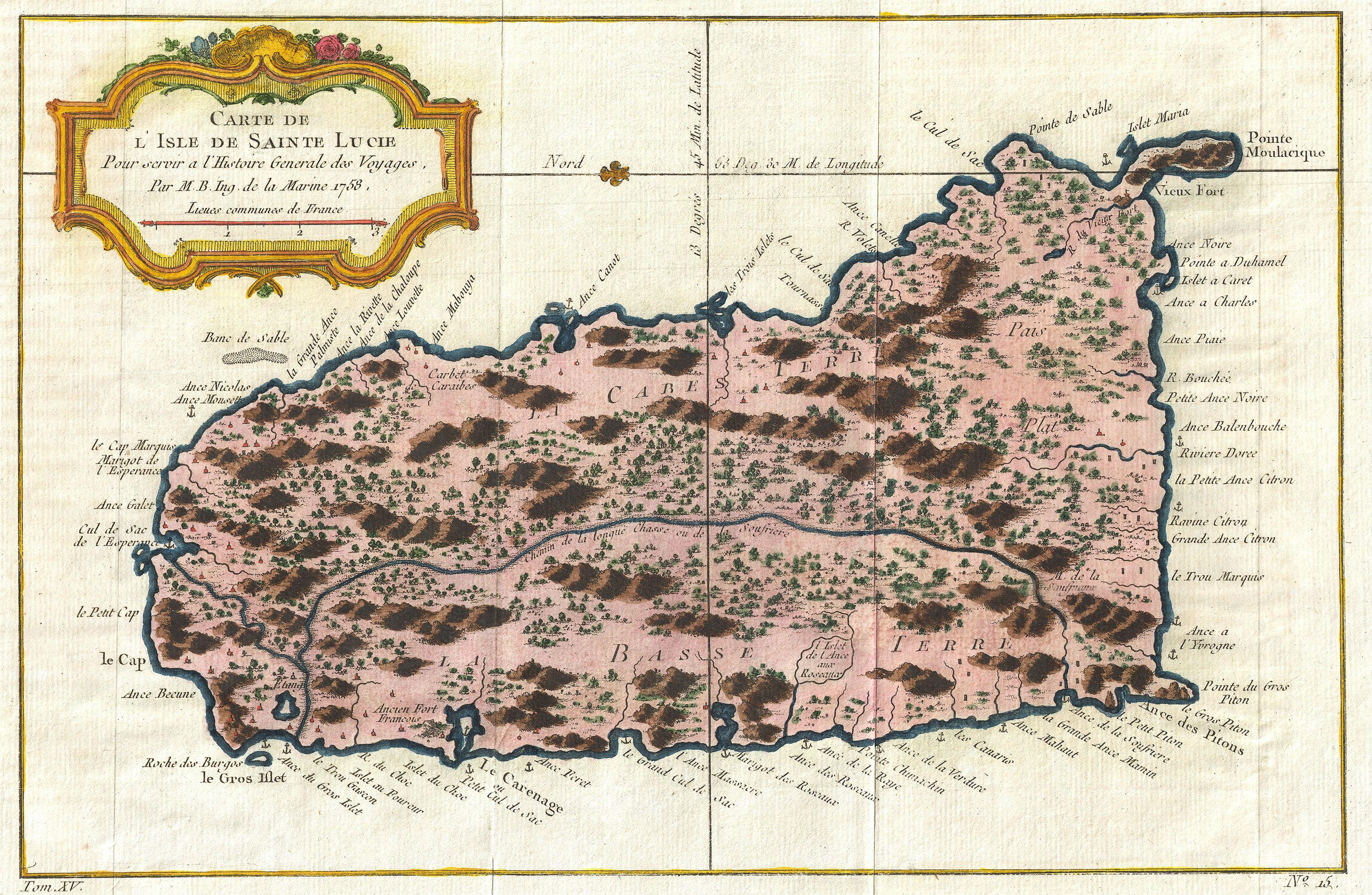
Mapa Svaté Lucie z roku 1758

Svatá Lucie lákala jak Brity usazené na Barbadosu, tak Francouze na Martiniku zejména poté, co došlo v roce 1763 k rozvoji cukrovarnického průmyslu založeného na otrocké práci. Během 18. století Svatá Lucie několikrát změnila vlastníka a mnohokrát byla prohlášena za neutrální území, ačkoliv zde i v té době zůstaly obydlené francouzské osady a ostrov zůstával de facto francouzskou kolonií až do 19. století.
V roce 1722 udělil král Jiří I. ostrovy Svatá Lucie a Svatý Vincenc Johnu Montaguovi, 2. vévodovi z Montagu. On na oplátku jmenoval viceguvernérem obchodního námořního kapitána a dobrodruha Nathaniela Uringa. Uring připlul na ostrovy se sedmi loděmi a založil zde osadu v Petit Carenage. Nebyl však schopný zajistit si dostatečnou podporu britských válečných lodí, a tak jeho noví kolonisté z ostrovů brzy utekli před francouzskou hrozbou.
Podle sčítání lidu z roku 1730 žilo na ostrovech 463 lidí. Z nich bylo 125 bělochů, 37 Karibů, 175 otroků a další patřili k černochům nebo míšencům. Francouzi převzali kontrolu nad ostrovem v roce 1744 a o rok později na ostrově žilo 3455 obyvatel včetně 2 573 otroků.
Během sedmileté války okupovala Británie v roce 1762 Svatou Lucii, ale na základě Pařížské smlouvy z 10. února 1763 ostrov vrátila Francouzům. Znovu okupovala Británie ostrov v roce 1778 po námořní bitvě o Svatou Lucii, která byla jedním ze střetnutí americké války za nezávislost.
Do roku 1779 se počet obyvatel ostrova zvýšil na 19 230, z nichž bylo 16003 otroků pracujících na 44 cukrových plantážích. Velký hurikán z roku 1780 zabil přibližně 800 lidí. V okamžiku, kdy byl ostrov opět vrácen Francouzům na základě Pařížského míru z roku 1783, bylo v roce 1784 opuštěno 300 plantáží.
V lednu 1791 během francouzské revoluce, poslalo Národní shromáždění na Svatou Lucii čtyři komisaře, aby zde šířili revoluční myšlenky. V srpnu téhož roku začali otroci opouštět statky na nichž pracovali a guvernér de Gimat z ostrova uprchl. V prosinci 1792 na ostrov dorazil poručík Jean-Baptiste Raymond de Lacrosse. Sebou přivezl revoluční pamflety a chudí běloši i svobodní černoši se začali vyzbrojovat ve jménu vlastenectví. Dne 1. února 1793 vyhlásila Francie Anglii a Holandsku válku. Funkce guvernéra se ujal Nicolas Xavier de Ricard. Národní konvent zrušil 4. února 1794 otroctví, ale 1. dubna 1794 byla na Svaté Lucii provedena britská invaze vedená viceadmirálem Johnem Jervisem. Této invazi se brzy postavila místní domobrana. Tak začala První brigádní válka.
Brzy nato se do bojů zapojili Britové z obav bohatých majitelů plantáží, kteří chtěli udržet v chodu produkci cukru. Dne 21. února 1795 byl britský prapor poražen skupinou rebelů vedenou Victorem Huguesem. Na další čtyři měsíce vytlačila skupina nedávno osvobozených otroků známých jako Brigands z ostrova nejen britskou armádu, ale také majitele otroků. Angličané byli nakonec 19. června poraženi a uprchli z ostrova. Guvernérem ostrova se stal Gaspard Goyrand a vyhlásil zrušení otroctví. Také postavil před soud aristokratické vlastníky plantáží. Několik z nich bylo popraveno na gilotině, kterou si sebou Goyrand přivezl. Následně přistoupil k reorganizaci ostrova.
O znovuzískání ostrova se pokusil Ralph Abercromble se svými vojsky. Castries bylo během konfliktu vypáleno a po asi měsíci těžkých bojů se Francouzi 25. května vzdali u Morne Fortune. Generál Moore byl povýšen na guvernéra Svaté Lucie a bylo mu ponecháno 5000 vojáků, aby si mohl podrobit zbytek ostrova.

## 19. století
Dohoda z Amiens z roku 1802 obnovila francouzskou nadvládu nad ostrovem a Napoleon Bonaparte zde opětovně obnovil otroctví. Britové ostrov znovu získali v červnu 1803, když komodor Samuel Hood porazil francouzského brigádního generála Antoine Noguèse. Oficiálně jej Britové získali v roce 1814. V roce 1838 se ostrov dostal pod správu kolonie Britských Návětrných ostrovů, jejichž sídlo bylo na Barbadosu. V roce 1885 bylo jejich hlavní město přesunuto do Grenady. Britský admirál George Rodney zde v letech 1779 až 1782 vybudoval Ford Rodney.

## 20. a 21. století
Během bitvy o Karibik dne 9. března 1942 potopila německá ponorka dvě britské lodi v přístavu v Castries. Ve 20. století poznamenal rostoucí vliv samosprávy politický vývoj na Svaté Lucii. Ústava z roku 1924 zavedla na ostrově první formu zastupitelské vlády s menšinou zvolených členů v dřívější zcela jmenované zákonodárné radě. Všeobecné volební právo pro dospělé občany bylo zavedeno v roce 1951 a většinu rady nadále tvořily zvolení členové. Ministerská vláda byla představena v roce 1956, a v roce 1958 se Svatá Lucie přidala k Západoindické federaci, jež byla poloautonomním útvarem. Federace se rozpadla již roku 1962 poté, co ji opustila Jamajka a po krátkém pokusu o vytvoření menší federace navázalo Spojené království s Grenadou, Svatým Vincencem, Dominikou, Antiguou, Svatým Kryštofem a Nevisem a Anguillou a Svatou Lucií novou formu spolupráce.
Jako přidružený stát měla Svatá Lucie v letech 1967 až 1979 plnou zodpovědnost za vnitřní samosprávu, ale její zahraniční záležitosti a otázky obrany byly ponechány Spojenému království. Toto prozatímní ujednání skončilo ziskem úplné nezávislosti Svaté Lucie vyhlášené dne 22. února 1979. I nadále tento stát uznává královnu Alžbětu II. jako titulární hlavu státu a je aktivním členem Commonwealthu. Ostrov také pokračuje ve spolupráci se svými sousedy s nimiž tvoří Karibské společenství a je i členem Organizace východokaribských států.